# Cabo Verde nos Jogos Olímpicos de Verão da Juventude de 2010
Cabo Verde participou nos Jogos Olímpicos de Verão da Juventude de 2010 em Singapura. A menor delegação entre os países lusófonos foi composta de apenas dois atletas que competiram em igual número de esportes.

## Atletismo
| Evento          | Atleta          | Qualificação | Qualificação | Final     | Final        |
| Evento          | Atleta          | Resultado    | Posição      | Resultado | Posição      |
| --------------- | --------------- | ------------ | ------------ | --------- | ------------ |
| 100 m masculino | Apolo Livamento | 12.25        | 33º (6º qC)  | 12.24     | 3º (Final E) |

## Taekwondo
| Evento             | Atleta        | 1ª rodada                          | Quartas-de-final | Semifinais  | Final       | Pos. final |
| ------------------ | ------------- | ---------------------------------- | ---------------- | ----------- | ----------- | ---------- |
| Até 49 kg feminino | Jacira Mendes | THA Worawong Pongpanit D KO 1 0:38 | Não avançou      | Não avançou | Não avançou | 12º        |